# Médée et Jason
Médée et Jason è un'opera del compositore provenzale Joseph-François Salomon.
Debuttò all'Opéra di Parigi il 26 aprile 1713 dove continuò ad essere rappresentata per un trentennio. Il suo successo fu dovuto in gran parte alle allegorie, tra cui alcune allusioni celebrative del regno di Luigi XIV.